# Mario Liverani
Pour les articles homonymes, voir Liverani.
Mario Liverani, né à Rome le 10 janvier 1939, est un historien et un universitaire italien, professeur d'histoire antique du Proche Orient à l'université de Rome « La Sapienza ».

## Biographie
Mario Liverani a été à partir de 1973 professeur titulaire d’histoire du Proche-Orient antique à l’université La Sapienza de Rome. Il a été élu membre correspondant de l’Académie des Lyncéens en 2001, puis membre national en 2013. Il est également membre de l’« American Oriental Society » et de l’Académie des Sciences de Turin, et doctor honoris causa de l’université de Copenhague et de l’université autonome de Madrid.
En France, il est surtout connu grâce à son ouvrage La Bible et l'invention de l'histoire qui retrace l'histoire d'Israël, apportant une relecture des écrits de l'Ancien Testament à la lumière des dernières recherches universitaires dans ce domaine,.
Étudiant l'économie antique, il établit, selon l'historien Juan Carlos Moreno García, « un modèle des échanges internationaux où la réciprocité de souche polanyienne aurait régulé les transactions diplomatiques entre États, tandis que le commerce et les relations tributaires assuraient d’autres voies de circulation des biens, tant entre les États qu’à l’intérieur de chaque pays ».

## Critiques
La méthodologie historique de Liverani est reconnue pour son principe de suspicion à l'égard des sources : ceux qui écrivent l'histoire le font parce qu'ils ont un certain intérêt à le faire ; en prendre conscience est une étape importante de l'herméneutique historique. Il s'agit de rechercher autant que possible quels sont les jeux de significations qui sont employés pour promouvoir une figure ou la décrier, en travaillant sur le contexte dans lequel la source est produite.
En particulier, pour la Bible, il cherche à « montrer la distance qui sépare l'historiographie biblique (ou les « histoires d'Israël » classiques) de l'histoire écrite par un chercheur contemporain » 

## Publications

### Publications en français
- « Communautés de village et Palais royal dans la Syrie du IIème millénaire », Journal of the Economic and Social History of the Orient, vol. 18, no 2,‎ juin 1975, p. 146-164 (DOI 10.2307/3632118)
- « L'élément hourrite dans la Syrie du Nord (c.1350-1200) », Revue hittite et asianique, t. 36,‎ 1978, p. 149-156 (lire en ligne)

### Ouvrages
- (it) Storia di Ugarit nell'età degli archivi politici, Rome, 1962[7].
- (it) L'origine delle città : Le prime comunità urbane del Vicino Oriente, Rome, Editori Riuniti, 1986
- (it) Antico Oriente : Storia, società, economia, Rome - Bari, Laterza, 1988 (ISBN 88-420-3266-2) (nouvelle édition mise à jour, 2011,  (ISBN 978-88-420-9588-0))
- (it) Guerra e diplomazia nell'antico Oriente (1600-1100 a.C.), Laterza, 1990 (ISBN 88-420-3400-2)
- Studies on the Annals of Ashurnasirpal II, 2: Topographical Analysis, Roma, 1992
- Akkad, the First World Empire, Padova, 1993
- Neo-Assyrian Geography, Roma, 1995
- (it) Uruk la prima città, Rome-Bari, Laterza, 1998 (ISBN 88-420-5622-7)
- International Relations in the Ancient Near East, 1600-1100 BC, Palgrave, New York, 2001,  (ISBN 0-333-76153-7)
- (it) Oltre la Bibbia : Storia antica di Israele, Rome - Bari, Laterza, 2003 (ISBN 88-420-7060-2)
- Myth and Politics in Ancient Near Eastern Historiography, Equinox, London, 2004,  (ISBN 1-904768-04-0)
- (it) Immaginare Babele : Due secoli di studi sulla città orientale antica, Rome - Bari, Laterza, 2013, 544 p. (ISBN 8858108884, lire en ligne)
- (it) Assiria : La preistoria dell'imperialismo, Rome - Bari, Laterza, 2017 (ISBN 978-8858126684)
- (it) Paradiso e dintorni : Il paesaggio rurale dell'antico Oriente, Rome - Bari, Laterza, 2018 (ISBN 978-8858133354)
- (it) Oriente Occidente, Rome - Bari, Laterza, 2021 (ISBN 978-8858141304)

### Autres publications
- (en) « The Bathwater and the Baby », dans Black Athena revisited, Chapel Hill, University of North Carolina Press, 1996 (ISBN 0807822469, lire en ligne), p. 421-427
- (it) « Nuovi sviluppi nello studio dell'Israele biblico », Biblica, vol. 80, no 4,‎ 1999, p. 489-505 (lire en ligne)
- (en) « The Great Powers' Club », dans Amarna diplomacy : the beginnings of international relations (Raymond Cohen et Raymond Westbrook (éditeurs)), Baltimore, Maryland, The Johns Hopkins University Press, 2000 (ISBN 0801861993, lire en ligne), p. 15-27
- (en) « The Late Bronze Age: Materials and Mechanisms of Trade and Cultural Exchange », dans Beyond Babylon: Art, Trade, and Diplomacy in the Second Millennium B.C., New York, The Metropolitan Museum of Art, 2008 (ISBN 978-1-58839-295-4, lire en ligne), p. 161-168

### Ouvrages traduits
- (en) Prestige and Interest : International Relations in the Near East ca. 1600- 1100 BC, Padoue, Sargon, 1990[3].
- La Palestine : Histoire d'une terre, A. Giardina, M. Liverani, B. Scarcia Amoretti, L'Harmattan, Paris, mai 2000
- La Bible et l'Invention de l'Histoire : Histoire ancienne d'Israël (trad. Viviane Dutaut, préf. de Jean-Louis Ska), Paris, Bayard Centurion, coll. « Folio/Histoire », 2008 (ISBN 978-2-07-039671-9)[1],[2] (traduction de Oltre la Bibbia, 2003).
- International Relations in the Ancient Near East, 1600-1100 BC. Studies in Diplomacy. New York: Palgrave, 2001.
- (en) Myth and Politics in Ancient Near Eastern Historiography : Studies in Egyptology and the Ancient Near East (Edited and introduced by Zainab Bahrani and Marc Van De Mieroo), Londres, Equinox, 2004[4].
- Israel's History And the History of Israel. Translated by Chiara Peri and Philip R. Davies. Bible World. London: Equinox, 2005.
- (en) Uruk: The First City (trad. Zainab Bahrani et Marc Van De Mieroop), Londres, Equinox, 2006 (ISBN 978-1-84553-191-1) (traduction de Uruk la prima città, 1998).
- (en) The Ancient Near East: History, Society and Economy, Londres, Routledge, 2014 (ISBN 978-0415679060)
- (en) Imagining Babylon : The Modern Story of an Ancient City, coll. « Studies in Ancient Near Eastern Records (SANER) » (no 11), 2016 (ISBN 978-1614516026) (traduction de Immaginare Babele : Due secoli di studi sulla città orientale antica, 2013)